# Miss Saigon
Miss Saigon est une comédie musicale de Claude-Michel Schönberg et Alain Boublil, sur des paroles de Richard Maltby Jr. (en). Les auteurs ont transposé l'histoire de Madame Butterfly, de Giacomo Puccini, pendant la guerre du Vietnam.

## Synopsis
Viêt Nam, Saïgon, peu avant sa chute. Une jeune fille, Kim, travaille au Dreamland, un bar sordide fréquenté par des soldats américains. Dans cet endroit lugubre, Kim fait la connaissance de Chris, un GI.
En dépit de leurs différences, ils vivent une passion sans borne, au point de célébrer leur mariage... Une idylle qui, hélas, sera de courte durée : Saigon tombe aux mains des communistes le 30 avril 1975. Chris doit quitter le pays en compagnie des derniers Américains encore présents et ne peut emmener Kim.
Désespérée, celle-ci reste seule au Viêt Nam où elle accouche d’un fils.
L’Ingénieur, patron louche mais sympathique du Dreamland, devient le protecteur de Kim, considérant que son enfant, à moitié américain, est le passeport idéal pour quitter la ville. Kim, son fils et l’Ingénieur gagnent la Thaïlande.
Chris parvient à retrouver son ancienne amante. Mais le temps a joué contre eux : le jeune GI a refait sa vie et s’est marié.
Kim, désespérée, se blesse mortellement avec l'arme de Chris. Détruit, ce dernier échange un dernier baiser avec son amour, avant que celle-ci n'expire dans ses bras.

## Succès public
La première a eu lieu au Théâtre de Drury Lane, à Londres le 20 septembre 1989, la clôture après 4264 représentations eut lieu le 30 octobre 1999.
Le 11 avril 1991 a eu lieu la première à New York au Broadway Theatre, où il est aussi resté pour plus de 4 000 représentations.
À ce jour, Miss Saigon a enregistré plus de 38 millions de spectateurs dans le monde.

## Réception critique
Malgré un indéniable succès, Miss Saigon a néanmoins fait l'objet de critiques quant à son caractère potentiellement sexiste et raciste. La pièce est accusée de véhiculer une image dégradante des femmes asiatiques alliant objectification sexuelle et stéréotypes douteux.

## Distributions anglophones
| Personnage  | West End (1989)  | Broadway (1991) | Tournée américaine (1992) | Tournée anglaise (2001) | West End Revival (2014) | Broadway Revival (2017) |
| ----------- | ---------------- | --------------- | ------------------------- | ----------------------- | ----------------------- | ----------------------- |
| Kim         | Lea Salonga      | Lea Salonga     | Jennie Kwan               | Joanna Ampil            | Eva Noblezada           | Eva Noblezada           |
| L’Ingénieur | Jonathan Pryce   | Jonathan Pryce  | Raul Aranas               | Leo Valdez              | Jon Jon Briones         | Jon Jon Briones         |
| Chris       | Simon Bowman     | Willy Falk      | Jarrod Emick              | Niklas Andersson        | Alistair Brammer        | Alistair Brammer        |
| John        | Peter Polycarpou | Hinton Battle   | Keith Byron Kirk          | Kingsley Leggs          | Hugh Maynard            | Nicholas Christopher    |
| Ellen       | Claire Moore     | Liz Callaway    | Christiane Noll           | Nicky Adams             | Tamsin Carroll          | Katie Rose Clarke       |
| Thuy        | Keith Burns      | Barry Bernal    | Allen Hong                | Robert Vicencio         | Kwang-Ho Hong           | Devin Ilaw              |
| Gigi        | Isay Alvarez     | Marina Chapa    | Moon Hi Hanson            | Emma Jay Thomas         | Rachelle Ann Go         | Rachelle Ann Go         |

## Distributions internationales
| Personnage  | Stuttgart (1994)  | Tokyo (2004)                                                           | Budapest (2012)                 | Vienne (2022)          |
| ----------- | ----------------- | ---------------------------------------------------------------------- | ------------------------------- | ---------------------- |
| Kim         | Aura Deva         | Rena Sasamoto / Rina Chinen / Seiko Niizuma / Takako Matsu             | Zsuzsi Vágó                     | Vanessa Heinz          |
| L’Ingénieur | Jerzy Jeszke      | Masachika Ichimura / Toshio Kakei / Satoshi Hashimoto / Tetsuya Bessho | Szilveszter P. Szabó            | Christian Rey Marbella |
| Chris       | Uwe Kröger        | Kazutaka Ishii / Yoshio Inoue / Kenji Sakamoto                         | Attila Dolhai                   | Oedo Kuipers           |
| John        | Eric Lee Johnson  | Kazutaka Ishii / Kiyotaka Imai / Kojiro Oka / Kenji Sakamoto           | Pál Feke                        | Gino Emnes             |
| Ellen       | Grania Renihan    | ANZA / Chihiro Ishikawa / Yumiko Takahashi                             | Bernadett Vágó / Barbara Bordás | Abla Alaoui            |
| Thuy        | Robert Sena       | Yohei Izumi / Tekkan / Katsumi Toi                                     | Máté Miklós Kerényi             | James Park             |
| Gigi        | Milanie Sumalinog | Mai Kifuchi / Miho Takashima / Yumi Hirasawa                           | Ottilia Csengeri                | Annemarie Lauretta     |